# Pałac Pokoju (Bagdad)

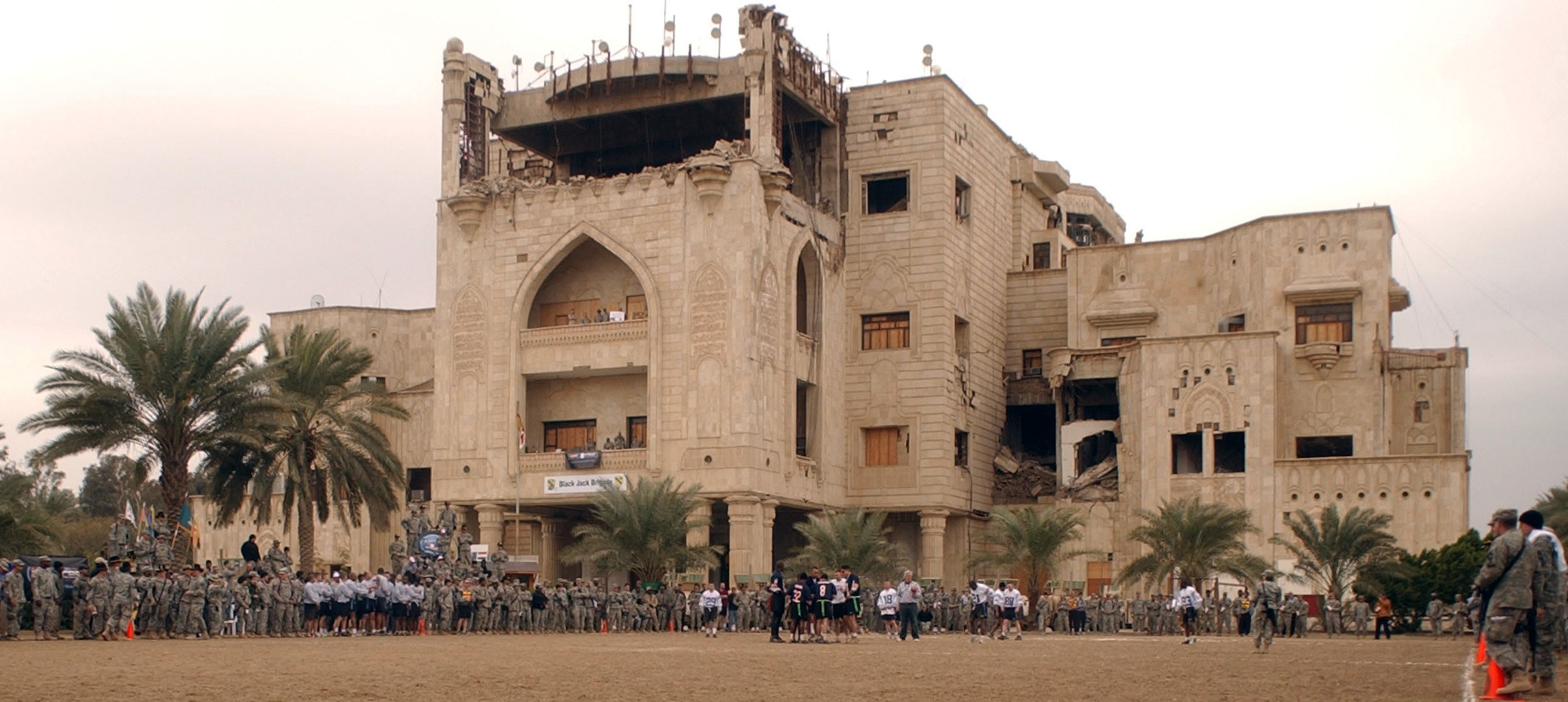
Pałac Pokoju (2007); na pierwszym planie: żołnierze sił koalicji w trakcie zorganizowanego meczu.

Pałac Pokoju (arab. قصر السلام , Ḳaṣr as-Salam) – jeden z największych "pałaców Saddama" w Bagdadzie.
Jego budowę rozpoczęto na początku 1999, zakończono zaś we wrześniu tego samego roku – budowa pochłonęła miliard dolarów. Pałac znajduje się aktualnie na terenie tzw. Zielonej strefy.
Budynek został mocno uszkodzony podczas Amerykańskiej interwencji w Iraku w 2003.